# Сельсоветы и поссоветы Ставропольского края
Сельсоветы и поссоветы выделялись в Ставропольском крае после распада СССР до 2020 года.

## История
Ставропольский край сохранял после распада СССР систему сельсоветов и поссоветов до 2020 года, причём в течение 1990-х имели место случаи образования новых сельсоветов.
Согласно Закону № 1-КЗ от 29 февраля 1996 года, сельсоветы и поссоветы выделялись в составе как районов, так и городов краевого значения, официальное определение звучало так:

Сельсовет (поссовет) является административно-территориальным образованием, объединяющим в своих границах территории нескольких населённых пунктов (кроме городов краевого и районного значения), а также земли, находящиеся в ведении этих населённых пунктов, необходимые для хозяйственной деятельности и отдыха населения, проживающего в данных населённых пунктах.
Несмотря на указанное определение, существовали сельсоветы и поссоветы, состоящие из единственного населённого пункта.
В конце 1998 года село Шпаковское Шпаковского района было преобразовано в город Михайловск, соответственно, Шпаковский сельсовет был преобразован в город районного значения Михайловск с подчинёнными сельскими населёнными пунктами.
13 декабря 2001 года Краснокумский сельсовет, находившийся в подчинении города краевого значения Георгиевска, был передан в состав Георгиевского района.

### Реформа 2004—2006 годов
В 2004 году была проведена муниципальная и, в соответствии с ней, в 2005—2006 годах административно-территориальная реформа, в результате которой сельсоветы были сохранены только в составе районов.
На уровне муниципального устройства сельсоветы и поссоветы были переосмыслены как сельские и, соответственно, городские поселения. 
В результате Анджиевский поссовет, подчинявшийся городу краевого значения Минеральные Воды, был передан в состав Минераловодского района, остальные сельсоветы и поссоветы городов краевого значения упразднены.
Название сельсоветов сохраняли муниципальные образования и административно-территориальные единицы, образованные двумя и более населёнными пунктами (ряд сельсоветов был переименован). На уровне административно-территориального устройства до 2016 года соответствующие сельсоветы упоминались отдельно. Сельские поселения, образованные единственным населённым пунктом, как правило, получали названия вида «аул (посёлок, село, станица, хутор) + собственное имя» (исключения: Винсадский сельсовет, Дон-Балковский сельсовет, Просянский сельсовет, с 2009 Штурмовский сельсовет). В Реестре им соответствовали сельские населённые пункты из общего списка.
Образованные на основе поссоветов городские поселения получили названия вида «посёлок + собственное имя».
При этом в Законе об административно-территориальном устройстве непосредственно не указывались, как и сельские и городские поселения в целом, но в главе IV, посвящённой административному устройству (ст. 11), было прописано, что:

Органы местного самоуправления муниципальных образований Ставропольского края осуществляют свои полномочия по решению вопросов местного значения на территориях соответствующих муниципальных образований, образованных в соответствии с законодательством Ставропольского края.
Все указанные преобразования, как и последовавшие, не получили отражения в ОКАТО. Административно-территориальное устройство Ставропольского края в ОКАТО указывается в основном по состоянию до 2004 года.
В 2010 году появилось следующее определение сельсовета:

сельсовет — административно-территориальная единица в границах территории района Ставропольского края, состоящая из одного или нескольких территориально и экономически связанных между собой сельских населённых пунктов и имеющая единый административный центр.

### Преобразования 2015—2017 годов
В июне 2015 года Минераловодский муниципальный район был преобразован в городской округ.
В июне 2016 года вышли поправки в Закон об административно-территориальном устройстве, согласно которым как административно-территориальные единицы были введены городские и сельские поселения, сельсоветы, в частности, были определены как сельские поселения:

сельсовет — сельское поселение в границах территории района Ставропольского края, состоящее из одного или нескольких экономически и территориально связанных между собой сельских населённых пунктов и имеющее единый административный центр.
Фактически после такой поправки поссоветам соответствовали городские поселения категории «посёлок».
В 2017 году были преобразованы в городские округа Благодарненский, Изобильненский, Ипатовский, Кировский, Нефтекумский, Новоалександровский, Петровский, Советский муниципальные районы, Георгиевский муниципальный район объединён с городским округом Георгиевском в Георгиевский городской округ. Сельсоветы и городские поселения в посёлках Изобильненского, Минераловодского и Нефтекумского районов как административно-территориальные единицы были упразднены в конце 2017 года. Городских поселений на территории поссоветов в составе Ставропольского края не осталось.

### Преобразования 2020 года
В марте 2020 года оставшиеся муниципальные районы были преобразованы в муниципальные округа, на уровне административно-территориального устройства сельсоветы были упразднены в конце 2020 года.

### Исключение из ОКАТО
С 1 января 2022 года сельсоветы Ставропольского края были исключены из ОКАТО.

## Список сельсоветов и поссоветов
Сокращения
| АТЕ — административно-территориальная единица ТЕ — территориальная единица | с/п — сельское поселение (муниципальное образование с 2004 года, административно-территориальная единица с 2005—2006 годов), далее указан подвид сельского поселения г/п — городское поселение (муниципальное образование с 2004 года, административно-территориальная единица с 2005—2006 годов), далее указан подвид городского поселения с.н.п. — сельский населённый пункт |

Сельсовет, преобразованный в город районного значения, выделен светло-серым цветом.
Поссоветы выделены оранжевым цветом.
Учитывается весь период функционирования административно-территориальных единиц, в том числе как городских и сельских поселений.
| №          | Сельсовет (поссовет)                                   | Тип АТЕ до 2004                            | Тип АТЕ/ТЕ после 2004          | Административное подчинение                          | Год упразднения | Комментарий                                                                                                |
| ---------- | ------------------------------------------------------ | ------------------------------------------ | ------------------------------ | ---------------------------------------------------- | --------------- | --- |
| 1          | Айгурский                                              | сельсовет                                  | с/п сельсовет                  | Апанасенковский район                                | 2020            | |
| 2          | Александрийский                                        | сельсовет                                  | с/п сельсовет                  | Благодарненский район                                | 2017            | |
| 3          | Александрийский                                        | сельсовет                                  | с/п сельсовет                  | Георгиевский район                                   | 2017            | |
| 4          | Александровский                                        | сельсовет                                  | с/п сельсовет                  | Александровский район                                | 2020            | |
| 5          | Алексеевский, с 2004 село Алексеевское                 | сельсовет                                  | с/п село                       | Благодарненский район                                | 2017            | |
| 5.000001   | Аликоновский                                           | сельсовет                                  | 7 с.н.п.                       | город-курорт Кисловодск                              | 2004—2006       | 2004: упразднён на уровне муниципального устройства, 2005—2006: на уровне административно-территориального |
| 6          | Анджиевский, с 2004 посёлок Анджиевский                | поссовет                                   | г/п посёлок                    | город Минеральные Воды, с 2004 Минераловодский район | 2015            | |
| 7          | Апанасенковский, с 2004 село Апанасенковское           | сельсовет                                  | с/п село                       | Апанасенковский район                                | 2020            | |
| 8          | Арзгирский                                             | сельсовет                                  | с/п сельсовет                  | Арзгирский район                                     | 2020            | |
| 9          | Архангельский, с 2004 село Архангельское               | сельсовет                                  | с/п село                       | Будённовский район                                   | 2020            | |
| 10         | Архиповский                                            | сельсовет                                  | с/п сельсовет                  | Будённовский район                                   | 2020            | |
| 11         | Ачикулакский, с 2004 село Ачикулак                     | сельсовет                                  | с/п село                       | Нефтекумский район                                   | 2017            | |
| 12         | Баклановский, с 2004 станица Баклановская              | сельсовет                                  | с/п станица                    | Изобильненский район                                 | 2017            | 1991: образован                                                                                            |
| 13         | Балахоновский                                          | сельсовет                                  | с/п сельсовет                  | Кочубеевский район                                   | 2020            | |
| 14         | Балковский                                             | сельсовет                                  | с/п сельсовет                  | Георгиевский район                                   | 2017            | 1990: образован                                                                                            |
| 15         | Балтийский                                             | сельсовет                                  | с/п сельсовет                  | Курский район                                        | 2020            | |
| 16         | Барсуковский                                           | сельсовет                                  | с/п сельсовет                  | Кочубеевский район                                   | 2020            | |
| 17         | Безопасненский                                         | сельсовет                                  | с/п сельсовет                  | Труновский район                                     | 2020            | |
| 18         | Бекешевский, с 2004 станица Бекешевская                | сельсовет                                  | с/п станица                    | Предгорный район                                     | 2020            | |
| 19         | Белокопанский, с 2004 село Белые Копани                | сельсовет                                  | с/п село                       | Апанасенковский район                                | 2020            | |
| 20         | Беломечётский, с 2004 станица Беломечётская            | сельсовет                                  | с/п станица                    | Кочубеевский район                                   | 2020            | |
| 21         | Бешпагирский, с 2004 село Бешпагир                     | сельсовет                                  | с/п село                       | Грачёвский район                                     | 2020            | |
| 22         | Благодатненский, с 2004 село Благодатное               | сельсовет                                  | с/п село                       | Петровский район                                     | 2017            | |
| 23         | Богдановский                                           | сельсовет                                  | с/п сельсовет                  | Степновский район                                    | 2020            | |
| 24         | Большевистский, с 2004 хутор Большевик                 | сельсовет                                  | с/п хутор                      | Благодарненский район                                | 2017            | 1993: образован                                                                                            |
| 25         | Большевистский                                         | сельсовет                                  | с/п сельсовет                  | Ипатовский район                                     | 2017            | |
| 26         | Большеджалгинский, с 2004 Большая Джалга               | сельсовет,                                 | с/п село                       | Ипатовский район                                     | 2017            | |
| 27         | Боргустанский, с 2004 станица Боргустанская            | сельсовет                                  | с/п станица                    | Предгорный район                                     | 2020            | |
| 28         | Борецкий, с 1998 Восточный                             | сельсовет                                  | с/п сельсовет                  | Советский район                                      | 2017            | |
| 29         | Бургун-Маджарский                                      | сельсовет                                  | с/п сельсовет                  | Левокумский район                                    | 2020            | |
| 30         | Бурлацкий, с 2004 село Бурлацкое                       | сельсовет                                  | с/п село                       | Благодарненский район                                | 2017            | |
| 31         | Бурукшунский, с 2004 Бурукшун                          | сельсовет                                  | с/п село                       | Ипатовский район                                     | 2017            | |
| 32         | Варениковский                                          | сельсовет                                  | с/п сельсовет                  | Степновский район                                    | 2020            | |
| 33         | Васильевский                                           | сельсовет                                  | с/п сельсовет                  | Кочубеевский район                                   | 2020            | 1997: образован                                                                                            |
| 34         | Величаевский                                           | сельсовет                                  | с/п сельсовет                  | Левокумский район                                    | 2020            | |
| 35         | Верхнерусский                                          | сельсовет                                  | с/п сельсовет                  | Шпаковский район                                     | 2020            | |
| 36         | Верхнестепновский                                      | сельсовет                                  | с/п сельсовет                  | Степновский район                                    | 2020            | |
| 37         | Винодельненский                                        | сельсовет                                  | с/п сельсовет                  | Ипатовский район                                     | 2017            | |
| 38         | Винсадский                                             | сельсовет                                  | с/п сельсовет                  | Предгорный район                                     | 2020            | |
| 39         | Владимировский                                         | сельсовет                                  | с/п сельсовет                  | Левокумский район                                    | 2020            | |
| 40         | Владимировский                                         | сельсовет                                  | с/п сельсовет                  | Туркменский район                                    | 2020            | |
| 41         | Водораздельный                                         | сельсовет                                  | с/п сельсовет                  | Андроповский район                                   | 2020            | |
| 42         | Воздвиженский, с 2004 село Воздвиженское               | сельсовет                                  | с/п село                       | Апанасенковский район                                | 2020            | |
| 43         | Вознесеновский, с 2004 село Вознесеновское             | сельсовет                                  | с/п село                       | Апанасенковский район                                | 2020            | |
| 44         | Воровсколесский, с 2004 станица Воровсколесская        | сельсовет                                  | с/п станица                    | Андроповский район                                   | 2020            | |
| 45         | Вревский                                               | сельсовет                                  | с/п сельсовет                  | Кочубеевский район                                   | 2020            | |
| 46         | Высоцкий                                               | сельсовет                                  | с/п сельсовет                  | Петровский район                                     | 2017            | |
| 47         | Галюгаевский                                           | сельсовет                                  | с/п сельсовет                  | Курский район                                        | 2020            | |
| 48         | Георгиевский, с 2004 станица Георгиевская              | сельсовет                                  | с/п станица                    | Георгиевский район                                   | 2017            | |
| 49         | Георгиевский                                           | сельсовет                                  | с/п сельсовет                  | Кочубеевский район                                   | 2020            | |
| 50         | Горнозаводской                                         | сельсовет                                  | с/п сельсовет                  | Кировский район                                      | 2017            | |
| 51         | Горько-Балковский, с 2005 Горькая Балка                | сельсовет                                  | с/п село                       | Советский район                                      | 2017            | |
| 52         | Горьковский                                            | сельсовет                                  | с/п сельсовет                  | Новоалександровский район                            | 2017            | |
| 52.000002  | Горячеводский                                          | поссовет                                   | посёлок Горячеводский          | город-курорт Пятигорск                               | 2004—2006       | 2004: упразднён на уровне муниципального устройства, 2005—2006: на уровне административно-территориального |
| 53         | Гофицкий, с 2004 село Гофицкое                         | сельсовет                                  | с/п село                       | Петровский район                                     | 2017            | |
| 54         | Гражданский                                            | сельсовет                                  | с/п сельсовет                  | Минераловодский район                                | 2015            | |
| 55         | Грачёвский                                             | сельсовет                                  | с/п сельсовет                  | Грачёвский район                                     | 2020            | |
| 56         | Греческий, с 2004 село Греческое                       | сельсовет                                  | с/п село                       | Минераловодский район                                | 2015            | 1991: образован                                                                                            |
| 57         | Григорополисский                                       | сельсовет                                  | с/п сельсовет                  | Новоалександровский район                            | 2017            | |
| 58         | Грушевский, с 2004 село Грушевское                     | сельсовет                                  | с/п село                       | Александровский район                                | 2020            | |
| 59         | Дёминский                                              | сельсовет                                  | с/п сельсовет                  | Шпаковский район                                     | 2020            | |
| 60         | Дербетовский                                           | сельсовет                                  | с/п сельсовет                  | Апанасенковский район                                | 2020            | |
| 61         | Дивенский, с 2004 село Дивное                          | сельсовет                                  | с/п село                       | Апанасенковский район                                | 2020            | |
| 62         | Дмитриевский, с 2004 село Дмитриевское                 | сельсовет                                  | с/п село                       | Красногвардейский район                              | 2020            | |
| 63         | Добровольно-Васильевский                               | сельсовет                                  | с/п сельсовет                  | Ипатовский район                                     | 2017            | |
| 64         | Долиновский, с 2004 село Долиновка                     | сельсовет                                  | с/п село                       | Новоселицкий район                                   | 2020            | |
| 65         | Дон-Балковский                                         | сельсовет                                  | с/п сельсовет                  | Петровский район                                     | 2017            | |
| 66         | Донской                                                | сельсовет                                  | с/п сельсовет                  | Труновский район                                     | 2020            | |
| 67         | Дубовский                                              | сельсовет                                  | с/п сельсовет                  | Шпаковский район                                     | 2020            | |
| 68         | Елизаветинский, с 2004 Елизаветинское                  | сельсовет                                  | с/п село                       | Благодарненский район                                | 2017            | |
| 69         | Ессентукский                                           | сельсовет                                  | с/п сельсовет                  | Предгорный район                                     | 2020            | |
| 70         | Журавский                                              | сельсовет                                  | с/п сельсовет                  | Новоселицкий район                                   | 2020            | |
| 71         | Заветненский                                           | сельсовет                                  | с/п сельсовет                  | Кочубеевский район                                   | 2020            | |
| 72         | Закумский                                              | сельсовет                                  | с/п сельсовет                  | Нефтекумский район                                   | 2017            | |
| 73         | Заринский                                              | сельсовет                                  | с/п сельсовет                  | Левокумский район                                    | 2020            | 1990: образован                                                                                            |
| 74         | Затеречный, с 2004 посёлок Затеречный                  | поссовет                                   | г/п посёлок                    | Нефтекумский район                                   | 2017            | |
| 75         | Зимнеставочный                                         | сельсовет                                  | с/п сельсовет                  | Нефтекумский район                                   | 2017            | |
| 76         | Золотарёвский                                          | сельсовет                                  | с/п сельсовет                  | Ипатовский район                                     | 2017            | |
| 77         | Зольский                                               | сельсовет                                  | с/п сельсовет                  | Кировский район                                      | 2017            | |
| 78         | Зункарский                                             | сельсовет                                  | с/п сельсовет                  | Нефтекумский район                                   | 2017            | 1993: образован                                                                                            |
| 79         | Ивановский                                             | сельсовет                                  | с/п сельсовет                  | Кочубеевский район                                   | 2020            | |
| 79.000003  | Иноземцевский                                          | поссовет                                   | посёлок Иноземцево             | город-курорт Железноводск                            | 2004—2006       | 2004: упразднён на уровне муниципального устройства, 2005—2006: на уровне административно-территориального |
| 80         | Иргаклинский                                           | сельсовет                                  | с/п сельсовет                  | Степновский район                                    | 2020            | |
| 81         | Искровский                                             | сельсовет                                  | с/п сельсовет                  | Будённовский район                                   | 2020            | |
| 82         | Казгулакский, с 2004 село Казгулак                     | сельсовет                                  | с/п село                       | Туркменский район                                    | 2020            | |
| 83         | Казинский                                              | сельсовет                                  | с/п сельсовет                  | Андроповский район                                   | 2020            | |
| 84         | Казинский                                              | сельсовет                                  | с/п сельсовет                  | Шпаковский район                                     | 2020            | |
| 85         | Казьминский                                            | сельсовет                                  | с/п сельсовет                  | Кочубеевский район                                   | 2020            | |
| 86         | Калиновский                                            | сельсовет                                  | с/п сельсовет                  | Александровский район                                | 2020            | |
| 87         | Камбулатский, с 2004 село Камбулат                     | сельсовет                                  | с/п село                       | Туркменский район                                    | 2020            | |
| 88         | Каменно-Балковский, с 2004 село Каменная Балка         | сельсовет                                  | с/п село                       | Арзгирский район                                     | 2020            | |
| 89         | Каменнобалковский                                      | сельсовет                                  | с/п сельсовет                  | Благодарненский район                                | 2017            | |
| 90         | Каменнобродский                                        | сельсовет                                  | с/п сельсовет                  | Изобильненский район                                 | 2017            | |
| 91         | Кановский                                              | сельсовет                                  | с/п сельсовет                  | Курский район                                        | 2020            | |
| 92         | Кара-Тюбинский                                         | сельсовет                                  | с/п сельсовет                  | Нефтекумский район                                   | 2017            | |
| 93         | Кармалиновский, с 2004 станица Кармалиновская          | сельсовет                                  | с/п станица                    | Новоалександровский район                            | 2017            | 1992: образован                                                                                            |
| 94         | Каясулинский                                           | сельсовет                                  | с/п сельсовет                  | Нефтекумский район                                   | 2017            | |
| 95         | Кевсалинский                                           | сельсовет                                  | с/п сельсовет                  | Ипатовский район                                     | 2017            | |
| 96         | Кендже-Кулакский                                       | сельсовет                                  | с/п сельсовет                  | Туркменский район                                    | 2020            | |
| 97         | Киевский, с 2004 село Киевка                           | сельсовет                                  | с/п село                       | Апанасенковский район                                | 2020            | |
| 98         | Кировский                                              | сельсовет                                  | с/п сельсовет                  | Труновский район                                     | 2020            | |
| 99         | Китаевский, с 2004 село Китаевское                     | сельсовет                                  | с/п село                       | Новоселицкий район                                   | 2020            | |
| 100        | Коммунаровский                                         | сельсовет                                  | с/п сельсовет                  | Красногвардейский район                              | 2020            | |
| 101        | Комсомольский                                          | сельсовет                                  | с/п сельсовет                  | Кировский район                                      | 2017            | |
| 101.000004 | Константиновский                                       | сельсовет                                  | станица Константиновская       | город-курорт Пятигорск                               | 2004—2006       | 2004: упразднён на уровне муниципального устройства, 2005—2006: на уровне административно-территориального |
| 102        | Константиновский                                       | сельсовет                                  | с/п сельсовет                  | Петровский район                                     | 2017            | |
| 103        | Кочубеевский, с 2004 село Кочубеевское                 | сельсовет                                  | с/п село                       | Кочубеевский район                                   | 2020            | |
| 104        | Красногвардейский, с 2004 село Красногвардейское       | сельсовет                                  | с/п село                       | Красногвардейский район                              | 2020            | |
| 105        | Краснозоринский                                        | сельсовет                                  | с/п сельсовет                  | Новоалександровский район                            | 2017            | |
| 106        | Красноключевский                                       | сельсовет                                  | с/п сельсовет                  | Благодарненский район                                | 2017            | |
| 107        | Краснокумский, с 2004 село Краснокумское               | сельсовет                                  | с/п село                       | город Георгиевск, с 2001 Георгиевский район          | 2017            | |
| 108        | Красноманычский                                        | сельсовет                                  | с/п сельсовет                  | Туркменский район                                    | 2020            | |
| 109        | Краснооктябрьский                                      | сельсовет                                  | с/п сельсовет                  | Будённовский район                                   | 2020            | 1993: образован                                                                                            |
| 110        | Красносельский, с 2004 Красный                         | сельсовет                                  | с/п сельсовет                  | Грачёвский район                                     | 2020            | |
| 111        | Красноярский                                           | сельсовет                                  | с/п сельсовет                  | Андроповский район                                   | 2020            | |
| 112        | Красочный                                              | сельсовет                                  | с/п сельсовет                  | Ипатовский район                                     | 2017            | |
| 113        | Круглолесский                                          | сельсовет                                  | с/п сельсовет                  | Александровский район                                | 2020            | |
| 114        | Крутоярский                                            | сельсовет                                  | с/п сельсовет                  | Георгиевский район                                   | 2017            | |
| 115        | Крымгиреевский, с 2008 село Крымгиреевское             | сельсовет                                  | с/п сельсовет, с 2008 с/п село | Андроповский район                                   | 2020            | |
| 116        | Кугультинский                                          | сельсовет                                  | с/п сельсовет                  | Грачёвский район                                     | 2020            | |
| 117        | Куликово-Копанский                                     | сельсовет                                  | с/п сельсовет                  | Туркменский район                                    | 2020            | |
| 118        | Курсавский                                             | сельсовет                                  | с/п сельсовет                  | Андроповский район                                   | 2020            | |
| 119        | Курский                                                | сельсовет                                  | с/п сельсовет                  | Курский район                                        | 2020            | |
| 120        | Куршавский                                             | сельсовет                                  | с/п сельсовет                  | Андроповский район                                   | 2020            | |
| 121        | Кучерлинский                                           | сельсовет                                  | с/п сельсовет                  | Туркменский район                                    | 2020            | |
| 122        | Лад-Балковский, с 2004 село Ладовская Балка            | сельсовет                                  | с/п село                       | Красногвардейский район                              | 2020            | |
| 123        | Левокумский, с 2004 село Левокумское                   | сельсовет                                  | с/п село                       | Левокумский район                                    | 2020            | |
| 124        | Левокумский                                            | сельсовет                                  | с/п сельсовет                  | город Минеральные Воды, с 2004 Минераловодский район | 2015            | |
| 125        | Ленинский                                              | сельсовет                                  | с/п сельсовет                  | Минераловодский район                                | 2015            | |
| 126        | Леснодаченский                                         | сельсовет                                  | с/п сельсовет                  | Ипатовский район                                     | 2017            | |
| 127        | Летне-Ставочный, с 2004 Летнеставочный                 | сельсовет                                  | с/п сельсовет                  | Туркменский район                                    | 2020            | |
| 128        | Лиманский                                              | сельсовет                                  | с/п сельсовет                  | Ипатовский район                                     | 2017            | |
| 129        | Лысогорский, с 2004 станица Лысогорская                | сельсовет                                  | с/п станица                    | Георгиевский район                                   | 2017            | |
| 130        | Мало-Барханчакский                                     | сельсовет                                  | с/п сельсовет                  | Ипатовский район                                     | 2017            | |
| 131        | Малоджалгинский, с 2004 село Малая Джалга              | сельсовет                                  | с/п село                       | Апанасенковский район                                | 2020            | |
| 132        | Малоягурский, с 2004 село Малые Ягуры                  | сельсовет                                  | с/п село                       | Туркменский район                                    | 2020            | |
| 133        | Манычский, с 2004 село Манычское                       | сельсовет                                  | с/п село                       | Апанасенковский район                                | 2020            | |
| 134        | Марьино-Колодцевский                                   | сельсовет                                  | с/п сельсовет                  | Минераловодский район                                | 2015            | |
| 135        | Марьинский, с 2004 станица Марьинская                  | сельсовет                                  | с/п станица                    | Кировский район                                      | 2017            | |
| 136        | Махмуд-Мектебский                                      | сельсовет                                  | с/п сельсовет                  | Нефтекумский район                                   | 2017            | |
| 137        | Медвеженский                                           | сельсовет                                  | с/п сельсовет                  | Красногвардейский район                              | 2020            | |
| 138        | Мирненский, с 2004 село Мирное                         | сельсовет                                  | с/п село                       | Благодарненский район                                | 2017            | 1991: образован                                                                                            |
| 139        | Мирненский                                             | сельсовет                                  | с/п сельсовет                  | Курский район                                        | 2020            | |
| 140        | Мирненский, с 2004 посёлок Мирный                      | сельсовет                                  | с/п посёлок                    | Предгорный район                                     | 2020            | 1990: образован                                                                                            |
| 141        | Мищенский                                              | сельсовет                                  | с/п сельсовет                  | Кочубеевский район                                   | 2020            | 1995: образован                                                                                            |
| 142        | Московский                                             | сельсовет                                  | с/п сельсовет                  | Изобильненский район                                 | 2017            | |
| 143        | Нагутский, с 2004 село Нагутское                       | сельсовет                                  | с/п село                       | Минераловодский район                                | 2015            | |
| 144        | Надеждинский                                           | сельсовет                                  | с/п сельсовет                  | Шпаковский район                                     | 2020            | |
| 145        | Надзорненский                                          | сельсовет                                  | с/п сельсовет                  | Кочубеевский район                                   | 2020            | |
| 146        | Нежинский                                              | сельсовет                                  | с/п сельсовет                  | Предгорный район                                     | 2020            | 2020: 3 н.п. переданы в город-курорт Кисловодск                                                            |
| 147        | Незлобненский                                          | сельсовет                                  | с/п сельсовет                  | Георгиевский район                                   | 2017            | |
| 148        | Нижнеалександровский                                   | сельсовет                                  | с/п сельсовет                  | Минераловодский район                                | 2015            | |
| 148.000005 | Нижнеподкумский                                        | сельсовет                                  | 2 с.н.п.                       | город-курорт Пятигорск                               | 2004—2006       | 2004: упразднён на уровне муниципального устройства, 2005—2006: на уровне административно-территориального |
| 149        | Николино-Балковский, с 2004 село Николина Балка        | сельсовет                                  | с/п село                       | Петровский район                                     | 2017            | |
| 150        | Николо-Александровский                                 | сельсовет                                  | с/п сельсовет                  | Левокумский район                                    | 2020            | |
| 151        | Нинский                                                | сельсовет                                  | с/п сельсовет                  | Советский район                                      | 2017            | |
| 152        | Новинский, с 2004 посёлок Новый                        | сельсовет                                  | с/п посёлок                    | Георгиевский район                                   | 2017            | |
| 153        | Новкус-Артезианский                                    | сельсовет                                  | с/п сельсовет                  | Нефтекумский район                                   | 2017            | |
| 154        | Новоблагодарненский                                    | сельсовет                                  | с/п сельсовет                  | Предгорный район                                     | 2020            | |
| 155        | Новодеревенский                                        | сельсовет                                  | с/п сельсовет                  | Кочубеевский район                                   | 2020            | |
| 156        | Новожизненский                                         | сельсовет                                  | с/п сельсовет                  | Будённовский район                                   | 2020            | |
| 157        | Новозаведенский, с 2004 село Новозаведенное            | сельсовет                                  | с/п село                       | Георгиевский район                                   | 2017            | |
| 158        | Новоизобильненский                                     | сельсовет                                  | с/п сельсовет                  | Изобильненский район                                 | 2017            | 1993: образован                                                                                            |
| 159        | Новокавказский                                         | сельсовет                                  | с/п сельсовет                  | Александровский район                                | 2020            | |
| 160        | Новокугультинский, с 2004 село Новая Кугульта          | сельсовет                                  | с/п село                       | Труновский район                                     | 2020            | |
| 161        | Новокумский, с 2004 посёлок Новокумский                | сельсовет                                  | с/п                            | Левокумский район                                    | 2020            | |
| 162        | Новокучерлинский                                       | сельсовет                                  | с/п сельсовет                  | Туркменский район                                    | 2020            | |
| 163        | Новомарьевский, с 2004 станица Новомарьевская          | сельсовет                                  | с/п станица                    | Шпаковский район                                     | 2020            | |
| 164        | Новомаякский                                           | сельсовет                                  | сельсовет                      | Новоселицкий район                                   | 2020            | |
| 165        | Новомихайловский, с 2004 село Новомихайловское         | сельсовет                                  | с/п село                       | Красногвардейский район                              | 2020            | |
| 166        | Новоромановский                                        | сельсовет                                  | с/п сельсовет                  | Арзгирский район                                     | 2020            | |
| 167        | Новоселицкий, с 2004 село Новоселицкое                 | сельсовет                                  | с/п село                       | Новоселицкий район                                   | 2020            | |
| 168        | Новосредненский                                        | сельсовет                                  | с/п сельсовет                  | Кировский район                                      | 2017            | |
| 169        | Новотроицкий, с 2004 станица Новотроицкая              | сельсовет                                  | с/п станица                    | Изобильненский район                                 | 2017            | |
| 170        | Новоянкульский                                         | сельсовет                                  | с/п сельсовет                  | Андроповский район                                   | 2020            | |
| 171        | Обильненский, с 2004 село Обильное                     | сельсовет                                  | с/п село                       | Георгиевский район                                   | 2017            | |
| 172        | Овощинский                                             | сельсовет                                  | с/п сельсовет                  | Туркменский район                                    | 2020            | |
| 173        | Озек-Суатский                                          | сельсовет                                  | с/п сельсовет                  | Нефтекумский район                                   | 2017            | |
| 174        | Октябрьский                                            | сельсовет                                  | с/п сельсовет                  | Ипатовский район                                     | 2017            | |
| 175        | Ольгинский                                             | сельсовет                                  | с/п сельсовет                  | Степновский район                                    | 2020            | |
| 176        | Орловский                                              | сельсовет                                  | с/п сельсовет                  | Будённовский район                                   | 2020            | |
| 177        | Орловский                                              | сельсовет                                  | с/п сельсовет                  | Кировский район                                      | 2017            | |
| 178        | Отказненский, с 2004 село Отказное                     | сельсовет                                  | с/п село                       | Советский район                                      | 2017            | |
| 179        | Падинский, с 2004 село Падинское                       | сельсовет                                  | с/п село                       | Новоселицкий район                                   | 2020            | |
| 180        | Пелагиадский                                           | сельсовет                                  | с/п сельсовет                  | Шпаковский район                                     | 2020            | |
| 181        | Первомайский                                           | сельсовет                                  | с/п сельсовет                  | Ипатовский район                                     | 2017            | |
| 182        | Первомайский                                           | сельсовет                                  | с/п сельсовет                  | Минераловодский район                                | 2015            | |
| 183        | Перевальненский                                        | сельсовет                                  | с/п сельсовет                  | Минераловодский район                                | 2015            | |
| 184        | Передовой                                              | сельсовет                                  | с/п сельсовет                  | Изобильненский район                                 | 2017            | |
| 185        | Петропавловский, с 2004 село Петропавловское           | сельсовет                                  | с/п село                       | Арзгирский район                                     | 2020            | |
| 186        | Побегайловский                                         | сельсовет                                  | с/п сельсовет                  | Минераловодский район                                | 2015            | |
| 187        | Подгорненский, с 2004 станица Подгорная                | сельсовет                                  | с/п станица                    | Георгиевский район                                   | 2017            | |
| 188        | Подкумский                                             | сельсовет                                  | с/п сельсовет                  | Предгорный район                                     | 2020            | |
| 189        | Подлесненский, с 2004 село Подлесное                   | сельсовет                                  | с/п село                       | Труновский район                                     | 2020            | |
| 190        | Подлужненский                                          | сельсовет                                  | с/п сельсовет                  | Изобильненский район                                 | 2017            | |
| 191        | Покойненский                                           | сельсовет                                  | с/п сельсовет                  | Будённовский район                                   | 2020            | |
| 192        | Покровский, с 2004 село Покровское                     | сельсовет                                  | с/п село                       | Красногвардейский район                              | 2020            | |
| 193        | Полтавский                                             | сельсовет                                  | с/п сельсовет                  | Курский район                                        | 2020            | |
| 194        | Правокумский, с 2004 село Правокумское                 | сельсовет                                  | с/п село                       | Левокумский район                                    | 2020            | |
| 195        | Правокумский                                           | сельсовет                                  | с/п сельсовет                  | Советский район                                      | 2017            | |
| 196        | Прасковейский, с 2004 село Прасковея                   | сельсовет                                  | с/п село                       | Будённовский район                                   | 2020            | |
| 197        | Преградненский, с 2004 село Преградное                 | сельсовет                                  | с/п село                       | Красногвардейский район                              | 2020            | |
| 198        | Преображенский                                         | сельсовет                                  | с/п сельсовет                  | Будённовский район                                   | 2020            | |
| 199        | Привольненский                                         | сельсовет                                  | с/п сельсовет                  | Красногвардейский район                              | 2020            | |
| 200        | Пригородный                                            | сельсовет                                  | с/п сельсовет                  | Предгорный район                                     | 2020            | |
| 201        | Прикалаусский                                          | сельсовет                                  | с/п сельсовет                  | Петровский район                                     | 2017            | |
| 202        | Прикумский                                             | сельсовет                                  | с/п сельсовет                  | Минераловодский район                                | 2015            | |
| 203        | Приозёрский, с 2004 село Приозёрское                   | сельсовет                                  | с/п село                       | Левокумский район                                    | 2020            | |
| 204        | Присадовый                                             | сельсовет                                  | с/п сельсовет                  | Новоалександровский район                            | 2017            | |
| 205        | Просянский                                             | сельсовет                                  | с/п сельсовет                  | Петровский район                                     | 2017            | |
| 206        | Птиченский, с 2004 село Птичье                         | сельсовет                                  | с/п село                       | Изобильненский район                                 | 2017            | |
| 207        | Пятигорский                                            | сельсовет                                  | с/п сельсовет                  | Предгорный район                                     | 2020            | |
| 208        | Рагулинский, с 2004 село Рагули                        | сельсовет                                  | с/п село                       | Апанасенковский район                                | 2020            | |
| 209        | Радужский                                              | сельсовет                                  | с/п сельсовет                  | Новоалександровский район                            | 2017            | 1990: образован                                                                                            |
| 210        | Раздольненский                                         | сельсовет                                  | с/п сельсовет                  | Новоалександровский район                            | 2017            | |
| 211        | Расшеватский, с 2004 станица Расшеватская              | сельсовет                                  | с/п станица                    | Новоалександровский район                            | 2017            | |
| 212        | Рогато-Балковский                                      | сельсовет                                  | с/п сельсовет                  | Петровский район                                     | 2017            | |
| 213        | Родниковский, с 2004 село Родниковское                 | сельсовет                                  | с/п село                       | Арзгирский район                                     | 2020            | |
| 214        | Родыковский                                            | сельсовет                                  | с/п сельсовет                  | Красногвардейский район                              | 2020            | |
| 215        | Рождественский                                         | сельсовет                                  | с/п сельсовет                  | Изобильненский район                                 | 2017            | |
| 216        | Розовский                                              | сельсовет                                  | с/п сельсовет                  | Минераловодский район                                | 2015            | |
| 217        | Ростовановский                                         | сельсовет                                  | с/п сельсовет                  | Курский район                                        | 2020            | |
| 218        | Рощинский                                              | сельсовет                                  | с/п сельсовет                  | Курский район                                        | 2020            | |
| 219        | Русский                                                | сельсовет                                  | с/п сельсовет                  | Курский район                                        | 2020            | |
| 220        | Рыздвяненский, с 2004 посёлок Рыздвяный                | поссовет                                   | г/п посёлок                    | Изобильненский район                                 | 2017            | |
| 221        | Саблинский                                             | сельсовет                                  | с/п сельсовет                  | Александровский район                                | 2020            | |
| 222        | Садовский, с 2004 село Садовое                         | сельсовет                                  | с/п село                       | Арзгирский район                                     | 2020            | |
| 223        | Светлинский                                            | сельсовет                                  | с/п сельсовет                  | Новоалександровский район                            | 2017            | |
| 223.000006 | Свободненский                                          | поссовет                                   | посёлок Свободы и 1 с.н.п.     | город-курорт Пятигорск                               | 2004—2006       | 2004: упразднён на уровне муниципального устройства, 2005—2006: на уровне административно-территориального |
| 224        | Северный, с 2004 село Северное                         | сельсовет                                  | с/п село                       | Александровский район                                | 2020            | |
| 225        | Сенгилеевский                                          | сельсовет                                  | с/п сельсовет                  | Шпаковский район                                     | 2020            | |
| 226        | Серафимовский, с 2004 село Серафимовское               | сельсовет                                  | с/п село                       | Арзгирский район                                     | 2020            | |
| 227        | Сергиевский                                            | сельсовет                                  | с/п сельсовет                  | Грачёвский район                                     | 2020            | |
| 228        | Серноводский                                           | сельсовет                                  | с/п сельсовет                  | Курский район                                        | 2020            | |
| 229        | Советский                                              | сельсовет                                  | с/п сельсовет                  | Кировский район                                      | 2017            | |
| 230        | Советскорунный                                         | сельсовет                                  | с/п сельсовет                  | Ипатовский район                                     | 2017            | |
| 231        | Солдато-Александровский                                | сельсовет                                  | с/п сельсовет                  | Советский район                                      | 2017            | |
| 232        | Солнечнодольский, с 2004 посёлок Солнечнодольск        | поссовет                                   | г/п посёлок                    | Изобильненский район                                 | 2017            | |
| 233        | Соломенский, с 2004 село Соломенское                   | сельсовет                                  | с/п село                       | Степновский район                                    | 2020            | |
| 234        | Солуно-Дмитриевский                                    | сельсовет                                  | с/п сельсовет                  | Андроповский район                                   | 2020            | |
| 235        | Сотниковский, с 2004 село Сотниковское                 | сельсовет                                  | с/п село                       | Благодарненский район                                | 2017            | |
| 236        | Спасский, с 2004 Спасское                              | сельсовет                                  | с/п село                       | Благодарненский район                                | 2017            | |
| 237        | Спицевский                                             | сельсовет                                  | с/п сельсовет                  | Грачёвский район                                     | 2020            | |
| 238        | Спорненский, с 2004 хутор Спорный                      | сельсовет                                  | с/п хутор                      | Изобильненский район                                 | 2017            | 1995: образован                                                                                            |
| 239        | Средненский                                            | сельсовет                                  | с/п сельсовет                  | Александровский район                                | 2020            | 1993: образован                                                                                            |
| 240        | Ставропольский                                         | сельсовет                                  | с/п сельсовет                  | Благодарненский район                                | 2017            | |
| 241        | Стародворцовский                                       | сельсовет                                  | с/п сельсовет                  | Кочубеевский район                                   | 2020            | |
| 242        | Стародубский                                           | сельсовет                                  | с/п сельсовет                  | Будённовский район                                   | 2020            | |
| 243        | Староизобильненский                                    | сельсовет                                  | с/п сельсовет                  | Изобильненский район                                 | 2017            | |
| 244        | Старомарьевский                                        | сельсовет                                  | с/п сельсовет                  | Грачёвский район                                     | 2020            | |
| 245        | Старопавловский                                        | сельсовет                                  | с/п сельсовет                  | Кировский район                                      | 2017            | |
| 246        | Степновский                                            | сельсовет                                  | с/п сельсовет                  | Степновский район                                    | 2020            | |
| 247        | Стодеревский, с 2004 станица Стодеревская              | сельсовет                                  | с/п станица                    | Курский район                                        | 2020            | |
| 248        | Суворовский                                            | сельсовет                                  | с/п сельсовет                  | Предгорный район                                     | 2020            | |
| 249        | Султанский, с 2004 село Султан                         | сельсовет                                  | с/п село                       | Андроповский район                                   | 2020            | |
| 250        | Сухо-Буйволинский, с 2004 село Сухая Буйвола           | сельсовет                                  | с/п село                       | Петровский район                                     | 2017            | |
| 251        | Татарский                                              | сельсовет                                  | с/п сельсовет                  | Шпаковский район                                     | 2020            | |
| 252        | Тахтинский                                             | сельсовет                                  | с/п сельсовет                  | Ипатовский район                                     | 2017            | |
| 253        | Тельмановский                                          | сельсовет                                  | с/п сельсовет                  | Предгорный район                                     | 2020            | |
| 254        | Темижбекский                                           | сельсовет                                  | с/п сельсовет                  | Новоалександровский район                            | 2017            | |
| 255        | Темнолесский                                           | сельсовет                                  | с/п сельсовет                  | Шпаковский район                                     | 2020            | |
| 256        | Терский                                                | сельсовет                                  | с/п сельсовет                  | Будённовский район                                   | 2020            | |
| 257        | Тищенский, с 2004 село Тищенское                       | сельсовет                                  | с/п село                       | Изобильненский район                                 | 2017            | |
| 258        | Толстово-Васюковский, с 2004 село Толстово-Васюковское | сельсовет                                  | с/п село                       | Будённовский район                                   | 2020            | |
| 259        | Томузловский                                           | сельсовет                                  | с/п сельсовет                  | Будённовский район                                   | 2020            | |
| 260        | Труновский                                             | сельсовет                                  | с/п сельсовет                  | Труновский район                                     | 2020            | |
| 261        | Тугулукский, с 2004 село Тугулук                       | сельсовет                                  | с/п село                       | Грачёвский район                                     | 2020            | |
| 262        | Тукуй-Мектебский                                       | сельсовет                                  | с/п сельсовет                  | Нефтекумский район                                   | 2017            | |
| 263        | Турксадский                                            | сельсовет                                  | с/п сельсовет                  | Левокумский район                                    | 2020            | |
| 264        | Ульяновский                                            | сельсовет                                  | с/п сельсовет                  | Георгиевский район                                   | 2017            | |
| 265        | Ульяновский                                            | сельсовет                                  | с/п сельсовет                  | Минераловодский район                                | 2015            | |
| 266        | Урожайненский, с 2004 село Урожайное                   | сельсовет                                  | с/п село                       | Левокумский район                                    | 2020            | |
| 267        | Урухский                                               | сельсовет                                  | с/п сельсовет                  | Георгиевский район                                   | 2017            | |
| 268        | Усть-Невинский                                         | сельсовет                                  | с/п сельсовет                  | Кочубеевский район                                   | 2020            | |
| 269        | Фазанный, с 2004 Фазанный                              | сельсовет                                  | с/п посёлок                    | Кировский район                                      | 2017            | 1991: образован                                                                                            |
| 270        | Цимлянский                                             | сельсовет                                  | с/п сельсовет                  | Шпаковский район                                     | 2020            | |
| 271        | Червонный, с 2004 Красночервонный                      | сельсовет                                  | с/п сельсовет                  | Новоалександровский район                            | 2017            | |
| 272        | Чернолесский, с 2004 село Чернолесское                 | сельсовет                                  | с/п село                       | Новоселицкий район                                   | 2020            | |
| 273        | Чограйский                                             | сельсовет                                  | с/п сельсовет                  | Арзгирский район                                     | 2020            | |
| 274        | Шангалинский                                           | сельсовет                                  | с/п сельсовет                  | Петровский район                                     | 2017            | |
| 275        | Шаумяновский                                           | сельсовет                                  | с/п сельсовет                  | Георгиевский район                                   | 2017            | |
| 276        | Швединский, с 2004 село Шведино                        | сельсовет                                  | с/п село                       | Петровский район                                     | 2017            | |
| 277        | Шишкинский, с 2004 село Шишкино                        | сельсовет                                  | с/п село                       | Благодарненский район                                | 2017            | 1991: образован                                                                                            |
| 277.000007 | Шпаковский, с 1998 город Михайловск                    | сельсовет, с 1998 город районного значения | г/п город                      | Шпаковский район                                     | 1998            | |
| 278        | Штурмовский                                            | сельсовет                                  | с/п сельсовет                  | Красногвардейский район                              | 2020            | 1990: образован                                                                                            |
| 279        | Щелканный, с 2004 посёлок Щелкан                       | сельсовет                                  | с/п посёлок                    | Новоселицкий район                                   | 2020            | |
| 280        | Эдельбайский, с 2004 аул Эдельбай                      | сельсовет                                  | с/п аул                        | Благодарненский район                                | 2017            | |
| 281        | Эдиссийский, с 2004 село Эдиссия                       | сельсовет                                  | с/п село                       | Курский район                                        | 2020            | |
| 282        | Этокский                                               | сельсовет                                  | с/п сельсовет                  | Предгорный район                                     | 2020            | |
| 283        | Юцкий                                                  | сельсовет                                  | с/п сельсовет                  | Предгорный район                                     | 2020            | |
| 284        | Янкульский                                             | сельсовет                                  | с/п сельсовет                  | Андроповский район                                   | 2020            | |
| 285        | Яснополянский                                          | сельсовет                                  | с/п сельсовет                  | Предгорный район                                     | 2020            | |